# Piłka nożna na Olimpiadzie Letniej 1906
Piłka nożna na Olimpiadzie Letniej 1906 została rozegrana w dniach 23–25 kwietnia. W turnieju udział wzięły 4 drużyny: Dania, Smyrna (Izmir), Saloniki oraz drużyna Aten. Wszystkie mecze zostały rozegrane na obiekcie Neo Faliro Velodrome w Pireusie.

## Tabela końcowa zawodów
| Poz.             | Zawodnicy |
| ---------------- | --- |
| · Dania          | Aage Andersen, Viggo Andersen (bramkarz), Charles Buchwald, Holger Frederiksen, Hjalmar Heerup, August Lindgren, Niels Oscar Nielsen, Parmo Perslev, Peder Pedersen, Henry Rambuch, Stefan Rasmussen                         |
| Smyrna           | Edwin Charnaud (bramkarz), Percy de la Fontaine, Eduard Girard, Jacques Girard, Henry Joly, Zaret Kouyoumdjian, Albert Whittal, Donald Whittal, Edward Whittal, Godfrey Whittal, Herbert Whittal                             |
| Saloniki         | John Abbot, Andonios Karayanidis, John Kirou, Dimitrios Militsopoulos, Nikolaos Pendakis, Nikolaos Pindos, John Saridakis, George Soririadis, Andonios Tegos, George Vaporis (bramkarz), Vasilios Zarkadis                   |
| 4. miejsce Ateny | Konstantinos Botasis, Panayotis Botasis, Nikolaos Dekavalas, George Gerondakis, Omiros Iosifoglou, Alexandros Kalafatis, George Merkuris, George Pandos, Konstantinos Siriotis, George Vrionis, Panayotis Vrionis (bramkarz) |

## Wyniki meczów[6]

### Półfinały
| 23 kwietnia |     |        |
| Dania       | 5:1 | Smyrna |

| 23 kwietnia |     |          |
| Ateny       | 5:0 | Saloniki |

### Mecz o 2. miejsce
| 25 kwietnia |      |          |
| Smyrna      | 12:0 | Saloniki |

### Finał
| 24 kwietnia |     |       |
| Dania       | 9:0 | Ateny |

### Galeria

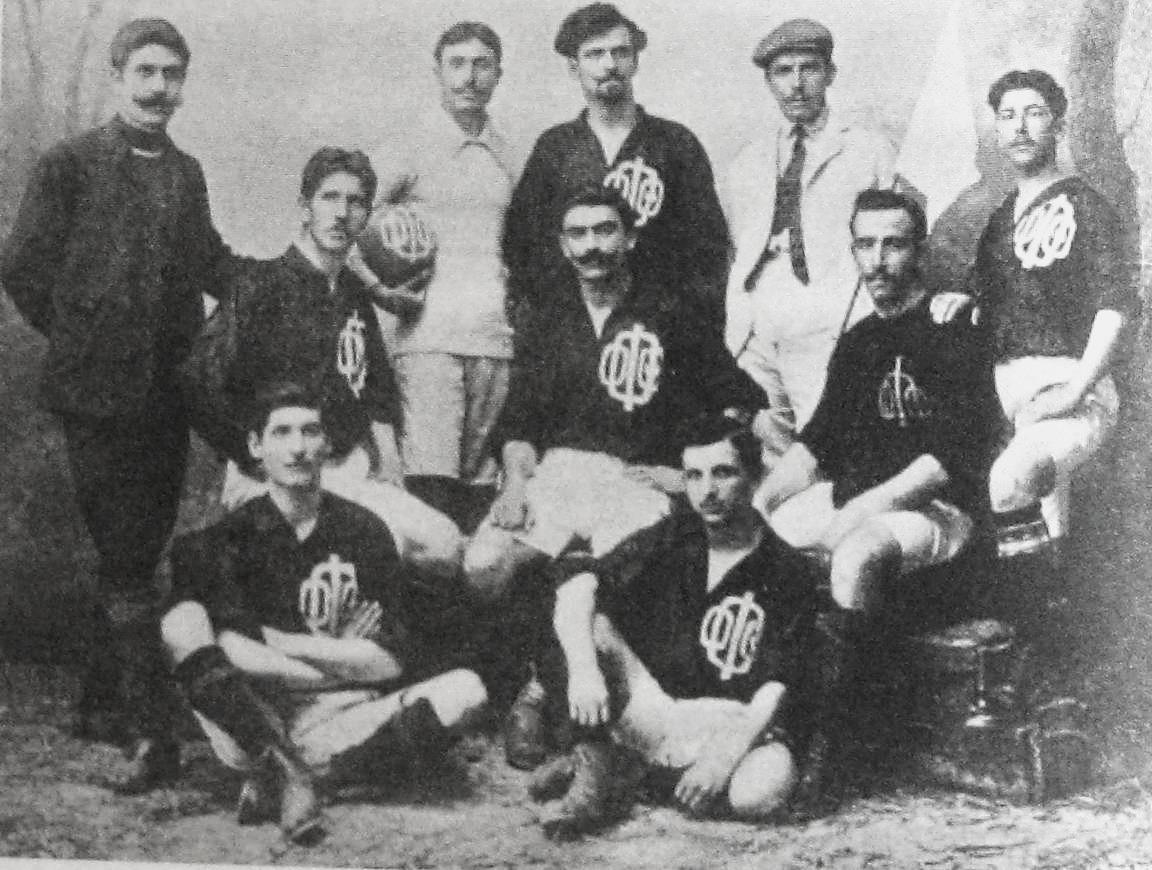
Drużyna Saloniki.
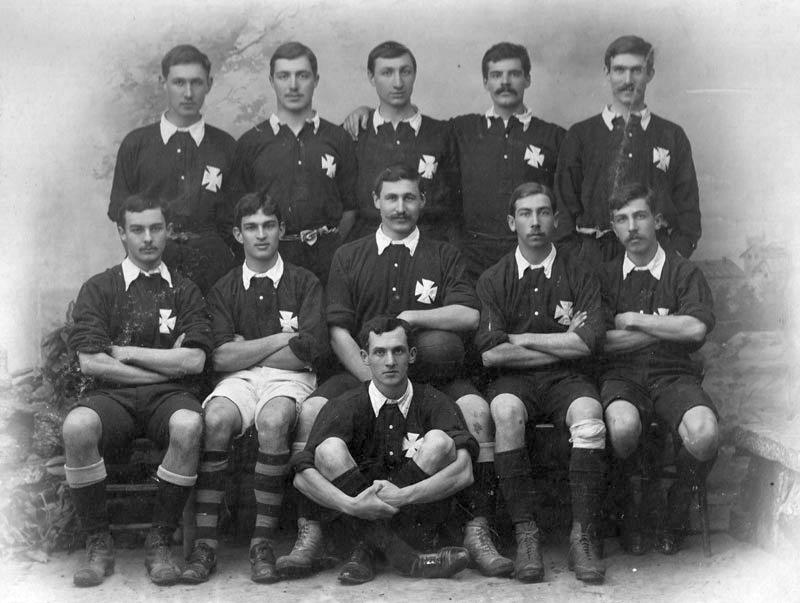
Drużyna Smyrny.
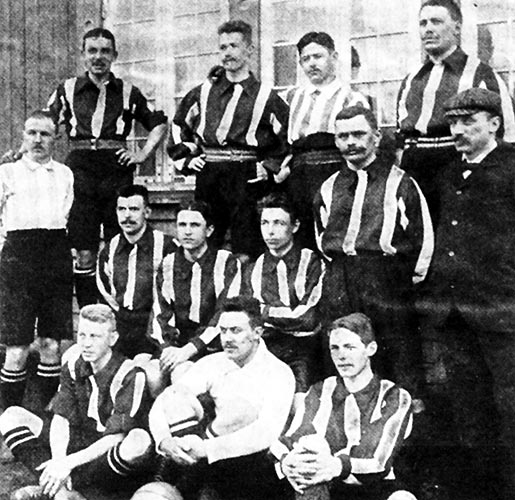
Drużyna Danii.